# Присјанска река
Присјанска река се сматра наставком Камичка река, од села Присјан, по коме је и добила име, и сматра се заједно са Камичком реком изворишним краком Расничке реке. Од села Присјане река носи назив Присјанска река. У најширем смислу она припада сливу реке Нишаве, односно Јужне Мораве, затим Велике Мораве, Дунава, па самим тим и Црноморском сливу. Административно припада Граду Пироту у Пиротском управном округу.

## Географске одлике
Иако извире код села Сиња Глава, назив је добила по селу Присјану у чијем атару се налази јако крашко врело. На излазу из села Присјан река улази у клисуру образовану у баремским спрудним кречњацима. Клисура је пробијена између Калеа (694 m н.в) на западу и Забела (681 m н.в) на истоку, са стрмим долинским странама и релативном висином до 250 m у односу на речно корито.
На сектору Камичке клисуре река практично нема притока, док се на сектору између клисура улива више периодичних, али и сталних токова мале дужине.
Потом река пролази кроз Присјанску клисуру и прима са леве долинске стране своју најважнију притоку – Пасјачку реку која извире и целим током се пробија кроз карбонатне творевине. На изласку из Присјанске лисуре Присјанска река протиче кроз село Расница, у коме добија нови назив Расничка река.

### Слив
Речни токови Присјанске реке у њеном сливу одликују се значајним падом, и јако стрмим долинским странама. 

### Промена назива
Присјанске реке, која првобитно тече као Камичка река свој прави назив добија од села Присјан, и под називом Присјанска река тече све до села Расница, у коме поново мења назив. и по истоименом селу добија име Расничка река.

## Вегетација
Долинске, јако стрме стране у сливу Присјанске реке обрасле су шумском вегетацијом.